# Käpt’n Sharky
Käpt’n Sharky ist eine Kinderbuch- und -hörspielreihe, die im Coppenrath Verlag erscheint. Die Illustrationen stammen von Silvio Neuendorf und die Texte von Jutta Langreuter. Käpt’n Sharky wurde in mehr als elf Sprachen übersetzt. Bisher sind zwölf Geschichten als Buch und Hörspiel veröffentlicht worden. Zugleich ist Käpt’n Sharky eine Merchandisingproduktreihe aus dem Coppenrath Verlag. 2018 erschien der erste Kinofilm.

## Entstehung
Jutta Langreuter fragte 2005 Silvio Neuendorf, ob er die schon fertige Geschichte von Käpt’n Sharky illustrieren wolle. Die beiden hatten zuvor schon ein Projekt gemeinsam bestritten. Der Coppenrath Verlag war auf der Suche nach einem ergänzenden Jungenthema zur Mädchenwelt um Prinzessin Lillifee.

## Figuren
| Figur                  | Deutscher Hörspielsprecher              |
| ---------------------- | --------------------------------------- |
| Käpt’n Sharky          | Dirk Bach Folge 1–7 Axel Prahl Folge 8– |
| Michi                  | Lara Torp                               |
| Die PiRatte            | Thomas Nicolai                          |
| Coco der Papagei       | Thomas Nicolai                          |
| Fips der Affe          | Thomas Nicolai                          |
| Der alte Bill          | Achim Schmidt-Carstens                  |
| Sepio das Seeungeheuer | Benjamin Zobrys                         |
| Der Admiral            | Ole Lehmann                             |
| Der Adjutant           | Michael Stoerzer                        |

Sharky ist die Hauptfigur der Reihe. Auf seinem Schiff ist er der Piratenkapitän. Für ihn zählen Freundschaft und Piratenehre. Er meidet Alkohol und trinkt lieber eine Tasse Wasser, was er Gluglu nennt. Michi ist der beste Freund von Käpt’n Sharky. Er wird von Sharky auf seinem Boot geentert und entführt. Daraus entwickelt sich eine Freundschaft, und er wird Teil der Mannschaft. Die PiRatte ist Matrose und Schiffskoch auf Käpt’n Sharkys Schiff. Sie ist etwas schwerhörig, was oftmals zu Missverständnissen und Verwirrungen führt, wenn sie die Befehle von Käpt’n Sharky falsch versteht. Sie wird meistens nur Ratte genannt. Am Schwanz trägt sie ihre eigene kleine Piratenflagge. Coco der Papagei ist ein einfaches Mannschaftsmitglied. Er sitzt meist auf dem Ausguck und hält Ausschau. Fips der Affe und Isi die Schildkröte sind die anderen Mannschaftsmitglieder. Sepio ist ein einsames Seeungeheuer, das von allen für gefährlich gehalten wird. Als Käpt’n Sharky mit seiner Mannschaft herausfindet, dass es eigentlich liebenswürdig ist und nur jemanden zum Spielen sucht, schließen sie Freundschaft. Der alte Bill ist ein Pirat, der mit seiner Piratenmannschaft auf seinem Dreimaster auf Beutejagd ist. Käpt’n Sharky kommt ihm dabei immer wieder in die Quere. Ein weiterer Gegenspieler Sharkys ist der Admiral. Er ist ein Piratenjäger, der mit seinen Männern, den Rotröcken, auf der Jagd nach Käpt’n Sharky und anderen Piraten ist. Sein Schiff ist eine große Fregatte. Wenn er erregt ist, vertauscht er oft Anfangsbuchstaben („Alle Kann an die Manonen!“). Der Adjutant ist seine rechte Hand.
Wiederkehrendes Motiv ist neben der Schwerhörigkeit der Ratte, die immer wieder für Verwirrungen und Verwicklungen sorgt, Käpt’n Sharkys Trinkritual. Käpt’n Sharky meidet Alkohol und trinkt immer nur Wasser. Rum hält er für ungeeignet für einen Kapitän, da man betrunken nicht mehr klar denken und entscheiden kann.

„Denn wenn man auch nur einmal betrunken ist, kann’s passier’n, dass das Schiff schon bald gesunken ist.“

Das Trinkritual taucht in jeder Geschichte mindestens einmal auf. Die Ratte serviert das Gluglu genannte Wasser. Die Tassen werden gehoben und in einem Zug geleert. Dann werden die Tassen auf den Tisch geknallt, es wird mit einer Hand über den Mund gewischt und mit einem seufzenden „Häh!“ ausgeatmet.

## Handlung

### Käpt’n Sharky und das Geheimnis der Schatzinsel
Käpt’n Sharky kapert Michis Boot und nimmt ihn gefangen. Beide kommen einander aber näher und schließen schnell Freundschaft. In einer Flaschenpost finden sie eine Schatzkarte und segeln los, um den Schatz zu heben. Auf der Schatzinsel angekommen, finden sie die Stelle, an der der Schatz liegen soll. Über dem Schatz hat jedoch eine Schildkröte ihr Nest gebaut. Um es nicht zu beschädigen, verzichten die beiden auf den Schatz. Michi nimmt sich jedoch ein Schildkrötenei mit, aus dem später Isi, die Schildkröte, schlüpft.

### Käpt’n Sharky und das Seeungeheuer
Als Käpt’n Sharky mit seiner Mannschaft an Land geht, um gefangene Fische gegen Vorräte zu tauschen, hört Michi, wie in einer Taverne von einem Seeungeheuer in einer Felsenbucht berichtet wird. Sharky gerät mit dem alten Bill in Streit, doch der Wirt verhindert einen Kampf. Käpt’n Sharky und seine Mannschaft setzen ihre Reise fort und fahren durch die besagte Felsenbucht. Hier begegnen sie Sepio, dem Seeungeheuer. Entgegen der Beschreibung vom alten Bill ist es jedoch nicht böse und gefährlich, sondern nur einsam und sucht jemanden zum Spielen. Sepio freundet sich mit Käpt’n Sharky und seiner Mannschaft an, als sie plötzlich den alten Bill bemerken, der Käpt’n Sharkys Schiff angreifen will. Sepio kommt zu Hilfe und verjagt die Angreifer.

### Käpt’n Sharky und die Gefängnisinsel
Käpt’n Sharky ist auf der Pirateninsel an Land gegangen, um die Vorräte seines Schiffes wieder aufzufüllen. Als die Mannschaft wieder am Schiff angelangt ist, bemerkt die Ratte, dass noch Salz fehlt. Michi geht zurück, um noch welches zu besorgen. Dabei wird er vom alten Bill gefangen genommen und entführt. Bill lässt Sharky mitteilen, dass er Michi entführt hat, und verlangt für dessen Freilassung ein Lösegeld. Käpt’n Sharky verfolgt das Schiff des alten Bill, doch als sie es finden und an Bord gehen, finden sie es leer und beschädigt vor. Nur der alte Bill ist an Bord und erzählt, dass der Admiral mit seinen Rotröcken sein Schiff geentert und seine gesamte Mannschaft gefangen genommen hat. Sie seien zusammen mit Michi auf die Gefängnisinsel gebracht worden. Sharky bricht zur Gefängnisinsel auf und findet auf der Insel sowohl Michi als auch die Piraten vom alten Bill. Mit einem Ablenkungsmanöver kann er sie befreien. Sie sabotieren die Kanonen auf der Fregatte des Admirals mit Algenschleim und können so entkommen. Auf dem Schiff angekommen, entdeckt Sharky Fips den kleinen Affen, den Michi auf der Gefängnisinsel kennengelernt hat.

### Käpt’n Sharky-Abenteuer in der Felsenhöhle
Käpt’n Sharkys Schiff wird vom Admiral und seinen Rotröcken mit ihrer Fregatte angegriffen. Um ihnen entkommen zu können, entern sie das Schiff und zerstören das Steuerrad der Fregatte. Sie befreien noch einen Jungen, den der Admiral gefangen genommen hat, bevor sie flüchten. Zurück auf Käpt’n Sharkys Schiff stellt sich der Junge als Li, Sohn eines chinesischen Piraten, vor. Der Admiral habe ihn gefangen genommen. Käpt’n Sharky bittet Sepio Lis Vater zu finden. Zwischenzeitlich hat der Admiral seine Fregatte wieder flott bekommen und ist Käpt’n Sharky erneut auf den Fersen. Die Piraten flüchten und verstecken sich in einer Felsenhöhle, deren Eingang für die Fregatte zu eng ist. Bei eintreffender Flut kommen sie nicht mehr gegen die Strömung aus der Höhle heraus. Glücklicherweise hat Sepio inzwischen Lis Vater gefunden und hergebracht. Gemeinsam können sie Käpt’n Sharkys Schiff aus der Höhle ziehen und befreien.

### Käpt’n Sharky und der Riesenkrake
Käpt’n Sharkys Schiff gerät in einen Sturm. Als sie aus dem Sturm herauskommen, entdecken sie ein Schiffswrack, das Käpt’n Sharky als die Esperanza, die mit ihrem Kapitän Rodriguez vor über 300 Jahren gesunken sein soll, identifiziert. Zusammen mit Michi taucht Käpt’n Sharky zum Wrack hinab. Hier entdecken sie eine Schatzkiste, die sie bergen wollen. Sie werden jedoch von einem Riesenkraken angegriffen, der das Wrack als sein Eigentum betrachtet. Dieser schnappt sich Michi. Käpt’n Sharky verspricht, auf den Schatz zu verzichten, und der Krake lässt Michi wieder frei. Während die beiden auf ihr Schiff zurückkehren, verschwindet der Riesenkrake mit seinem Wrack im Schlepptau in der Tiefe.

### Käpt’n Sharky: Schiffbruch vor der einsamen Insel
Käpt’n Sharky und seine Mannschaft flüchten vor dem alten Bill. Dabei fahren sie mit ihrem Schiff in der Nähe einer einsamen Insel auf ein Riff auf, sodass dieses leck schlägt. Die Mannschaft verlässt das Schiff und landet auf der Insel. Als sie sich umsehen, bemerken sie, dass das Schiff verschwunden ist. Während die Mannschaft beratschlagt, wie man vorgehen soll, begegnet sie einem Mädchen, das auf der Insel wohnt. Sie durchwandern den Dschungel und gelangen zum Dorf, in dem das Mädchen wohnt. Hier stellen sie fest, dass die Dorfbewohner ihr Schiff gefunden und geborgen haben. Mit Hilfe der Dorfbewohner wird das Schiff repariert, und Käpt’n Sharky bricht mit seiner Mannschaft wieder auf.

### Käpt’n Sharky rettet den kleinen Wal
Käpt’n Sharky und seine Mannschaft werden von Sepio dem Seeungeheuer alarmiert: Der Walfänger Kapitän Drax hat ein Walbaby gefangen und benutzt es als Köder, um dessen Eltern anzulocken und zu erlegen. Sofort macht sich die Mannschaft auf den Weg zum Nordmeer, wo Drax auf die Waleltern lauert. Sie entdecken das Schiff des Walfängers und Sharky und Michi rudern bei Nacht im Schutz des aufgezogenen Nebels zum Walfangschiff hinüber, um das Walbaby aus dem Netz zu befreien, in dem es schwimmt. Hierbei werden sie entdeckt, und Sharky klettert auf das Walfangschiff, um die alarmierte Mannschaft von Michi abzulenken, der in der Zwischenzeit das Walbaby befreien kann. Nach einem Wortgefecht mit Kapitän Drax durchschneidet Sharky diesem den Gürtel, sodass Drax’ Hose herunterrutscht, und Sharky im Getümmel flüchten kann. Im Nebel hängt Sharky Sepio eine Schiffslaterne um, sodass Drax dem Seeungeheuer folgt und schließlich an einem Eisberg Schiffbruch erleidet. Sharky kann mit seinem Schiff fliehen und die Walfänger retten sich auf ihre Rettungsboote, während das Walfangschiff sinkt.

### Käpt’n  Sharky bei den Wikingern
Sharky und seine Mannschaft kehren zur Schildkröteninsel zurück und graben den Schatz, den sie damals aus Rücksicht auf die Schildkröteneier dagelassen hatten, aus. Sie finden eine Kiste mit Silbermünzen. Während sie auf dem Schiff feiern, wird dieses durch eine Strömung weit nach Norden getrieben. Die Mannschaft geht in einer ruhigen Bucht an Land, wo sie auf die Wikingerbrüder Leif und Bjarni trifft. Diese sind beeindruckt von Sharky und laden ihn und seine Mannschaft zu sich nach Hause ein. Sharky und seine Mannschaft helfen den Wikingern notdürftig ein Loch in der Hauswand zu flicken. In den nächsten Tagen unternehmen sie viele Ausflüge. Auf einer Fahrt mit dem Wikingerschiff der Brüder treffen sie auf Olof, den schlimmsten Feind der zwei. Sie können jedoch dessen Schiff rammen und entkommen. Ein paar Tage später sind sie mit Sigurd, dem Vater von Leif und Bjarni, auf der Jagd. Als ein Unwetter aufzieht, wollen sie umkehren und bemerken dabei, dass Olof mit zwei Schiffen an Land gehen will, um die Wikingerfamilie zu überfallen. Während Sharky mit der Ratte loszieht, um das Piratenschiff zu holen, können Michi und Sigurd ein Wikingerschiff in die Flucht schlagen, indem sie im Blitzlicht schreckliche Schatten werfen. Olof greift daraufhin das Schiff der beiden Wikingerbrüder an, die gerade vom Fischen zurückkehren. Während des Kampfes gelingt es Sharky, der mit seinem Piratenschiff inzwischen eingetroffen ist, die Ankerleine von Olofs Schiff zu kappen, sodass es abtreibt und er von den Brüdern ablassen muss. Weil die notdürftig geflickte Hauswand der Wikinger während des Gewitters endgültig zerstört wurde, überlassen Sharky und seine Mannschaft den Wikingern den Silberschatz von der Schildkröteninsel, um eine richtige Reparatur zu bezahlen. Zurück auf dem Schiff fällt der Ratte ein, dass sie ihren Anteil des Schatzes in ihre Kleider eingenäht hatte, sodass die Mannschaft doch noch etwas von dem Schatz hat.

### Käpt’n  Sharky und der Dolch des Sultans
Sharky und seine Freunde sind an der arabischen Küste unterwegs. Beim Versuch, eine Dschunke zu überfallen, um arabische Gewürze für ihren Koch, die Ratte, zu beschaffen, werden sie von den Soldaten des Scheichs Salam al Raschid, dem die Dschunke gehört, überwältigt. Der Scheich ist beeindruckt vom Mut und von der Ehrlichkeit der Piratenfreunde und bittet sie, seinen Sohn Fadi zu retten. Dieser ist an der Grenze zum Gebiet des seit langem verfeindeten Sultan Suleiman verletzt worden und soll sich jetzt als Gefangener bei diesem befinden. Der Scheich gibt Sharky einen wertvollen Dolch mit, den dieser dem Sultan zum Austausch für seinen Sohn geben soll. Der Scheich und seine Männer sind Sharky wohlgesinnt, nur der Hofmarschall Masur scheint ihnen zu misstrauen. Sharky und seine Freunde segeln los, doch werden sie nach kurzer Zeit von einem arabischen Schiff überfallen. Die fremden Piraten kommen an Bord, aber verschwinden fast sofort wieder kampflos. Dabei nehmen sie den Dolch des Scheichs mit. Sharky kann seine Freunde jedoch beruhigen. Weil der Scheich mit Verrätern an seinem Hof gerechnet hat, war der Dolch nur eine Attrappe. Den echten Dolch hat Sharky heimlich erhalten und gut versteckt. Plötzlich findet die Ratte eine im Meer treibende Flasche. In dieser verbirgt sich ein Flaschengeist namens Sufi, der Sharky verspricht, drei Wünsche zu erfüllen. Sharky wünscht sich als erstes einen fliegenden Teppich, der sie heil zum Sultan und wieder zurück bringen soll. Beim Sultan angekommen, zeigt sich, dass dieser den Sohn des Scheichs als Gast bei sich aufgenommen und gesundgepflegt hat, da er ihn sehr lieb gewonnen hat. Da sich niemand mehr an den Grund für den langen Krieg erinnern kann, bietet der Sultan dem Scheich an, Frieden zu schließen. Sharkys Männer fliegen auf dem Teppich zurück zum Scheich, um ihm Fadi zu bringen und das Friedensangebot zu übermitteln. Da der Ratte beim Hinflug übel geworden ist, verwendet Sharky seinen zweiten Wunsch beim Flaschengeist dafür, dass der Ratte während des Fluges nicht schlecht werden soll. Die Piraten bringen Fadi zu seinem Vater und dieser nimmt das Friedensangebot des Sultans freudig an. Sharky und seine Piratenfreunde stechen wieder in See, und Sharky wünscht sich als letztes beim Flaschengeist, dass dieser frei sein solle und niemandem mehr dienen müsse.

## Sprachversionen
Sowohl die Geschichten von Käpt’n Sharky als auch Merchandisingprodukte erscheinen in mehr als elf Sprachen.
| Sprache          | Name             |
| ---------------- | ---------------- |
| dänisch          | Kaptajn Sharky   |
| englisch         | Capt’n Sharky    |
| estnisch         | Kapten Sharky    |
| norwegisch       | Kaptein Sharky   |
| polnisch         | Kapitan Sharky   |
| rumänisch        | Căpitanul Sharky |
| schweizerdeutsch | Käpt’n Sharky    |
| slowakisch       | Kapitán Žralok   |
| slowenisch       | Kapitan Volkec   |
| tschechisch      | Kapitán Žralok   |
| ungarisch        | Cápa kapitány    |

## Bücher
- Käpt’n Sharky und das Geheimnis der Schatzinsel. Coppenrath, Münster 2006, ISBN 3-8157-4348-6.
- Käpt’n Sharky und das Seeungeheuer. Coppenrath, Münster 2007, ISBN 978-3-8157-7283-6.
- Käpt’n Sharky und die Gefängnisinsel. Coppenrath, Münster 2008, ISBN 978-3-8157-8378-8.
- Käpt’n Sharky – Abenteuer in der Felsenhöhle. Coppenrath, Münster 2009, ISBN 978-3-8157-9672-6.
- Käpt’n Sharky und der Riesenkrake. Coppenrath, Münster 2010, ISBN 978-3-8157-9841-6.
- Käpt’n Sharky – Schiffbruch vor der einsamen Insel. Coppenrath, Münster 2012, ISBN 978-3-649-60253-8.
- Käpt’n Sharky rettet den kleinen Wal. Coppenrath, Münster 2013, ISBN 978-3-649-61319-0.
- Käpt’n Sharky bei den Wikingern. Coppenrath, Münster 2014, ISBN 978-3-649-61472-2.
- Käpt’n Sharky und der Dolch des Sultans. Coppenrath, Münster 2015, ISBN 978-3-649-61854-6.
- Käpt’n Sharky im Wilden Westen. Coppenrath, Münster 2016, ISBN 978-3-649-62125-6.
- Käpt’n Sharky und der Schatz in der Tiefsee. Coppenrath, Münster 2017, ISBN 978-3-649-62296-3.
- Käpt’n Sharky – Das Buch zum Film. Coppenrath, Münster 2018, ISBN 978-3-649-62710-4.
- Käpt'n Sharky – Das Geheimnis der versunkenen Stadt. Coppenrath, Münster 2018, ISBN 978-3-649-62611-4.
- Käpt’n Sharky und die geheimnisvolle Nebelinsel. Coppenrath, Münster 2019, ISBN 978-3-649-62976-4.
- Käpt’n Sharky – Das Geheimnis der Schildkrötenkönigin. Coppenrath, Münster 2020, ISBN 978-3-649-63382-2.
- Käpt'n Sharky – Der Piratenkönig. Coppenrath, Münster 2021, ISBN 978-3-649-63728-8.
- Käpt'n Sharky – Der Schatz der Piratenkönige. Coppenrath, Münster 2022, ISBN 978-3-649-64063-9.
- Käpt'n Sharky – Der geheimnisvolle Smaragdeisberg. Coppenrath, Münster 2023, ISBN 978-3-649-64334-0.
- Käpt'n Sharky – Der schwarze Korsar. Coppenrath, Münster 2024, ISBN 978-3-649-67205-0.

## Zeitschrift
Zweimonatlich erscheint seit 2008 im Verlag Blue Ocean Entertainment das 36-seitige Comicmagazin Käpt’n Sharky. Die Zielgruppe sind Jungen im Alter von vier bis sieben Jahren, die verkaufte Auflage liegt bei etwa 43.400 Exemplaren.

## Hörspiele und Audio-CD
Die Geschichten von Käpt’n Sharky wurden alle auch als Hörspiel vertont. Die Hörspiele erschienen im deutschsprachigen Raum sowohl als CD als auch als MC. Zusätzlich gibt es eine Kompilation mit allen auf den Hörspiel-Tonträgern veröffentlichten Piratenliedern. Diese wurden ebenfalls von den Sprechern der einzelnen Rollen eingesungen.
- Käpt’n Sharky und das Geheimnis der Schatzinsel
- Käpt’n Sharky und das Seeungeheuer
- Käpt’n Sharky und die Gefängnisinsel
- Käpt’n Sharky – Abenteuer in der Felsenhöhle
- Käpt’n Sharky und der Riesenkrake
- Käpt’n Sharky – Schiffbruch vor der einsamen Insel
- Käpt’n Sharky rettet den kleinen Wal
- Käpt’n Sharky bei den Wikingern
- Käpt’n Sharky und der Dolch des Sultans
- Käpt’n Sharkys Liederschatz: Piratenlieder
- Käpt’n Sharky im Wilden Westen
- Käpt’n Sharky und der Schatz in der Tiefsee
- Käpt'n Sharky – Das Geheimnis der versunkenen Stadt
- Käpt’n Sharky und die geheimnisvolle Nebelinsel
- Käpt’n Sharky – Das Geheimnis der Schildkrötenkönigin
- Käpt'n Sharky – Der Piratenkönig
- Käpt'n Sharky – Das magische Schiff
- Käpt'n Sharky – Der geheimnisvolle Smaragdeisberg
- Käpt'n Sharky – Der schwarze Korsar

## Merchandising
Der Coppenrath Verlag vertreibt mehr als 150 Artikel mit Bezug zu Käpt’n Sharky und vergibt Lizenzen für andere Produkte wie Kinderfahrräder oder Backmischungen.

## Kinofilm
2018 erschien ein Animationsfilm gleichen Titels mit den Stimmen von Anton Petzold als Käpt’n Sharky, Axel Prahl als Alter Bill und Jule Hermann als Bonnie. Regisseure waren Hubert Weiland und Jan Stoltz, das Drehbuch schrieben Gabriele M. Walther und Mark Slater. Der Deutsche Kinostart war am 30. August 2018.

## Trivia
- Silvio Neuendorf wurde bei der Zeichnung von Käpt’n Sharky durch Dirk Bach inspiriert, noch bevor dieser als Sprecher für die Hörspielrolle feststand.[26]
- Käpt’n Sharkys Flagge zeigt einen stilisierten Haifisch mit Augenklappe und zwei gekreuzten Säbeln darunter. Dieses Symbol ziert auch die meisten Merchandising-Artikel.
- Für Käpt’n Sharky bei den Wikingern gibt es eine Mobile App, mit der kostenpflichtig interaktive Buchinhalte angezeigt werden.[10]